# سانتوس نتو
سانتوس نتو (انگلیسی: Aderbar Melo dos Santos Neto؛ زادهٔ ۱۷ مارس ۱۹۹۰) بازیکن فوتبال اهل برزیل است.
از باشگاه‌هایی که در آن بازی کرده‌است می‌توان به باشگاه فوتبال اتلتیکو پارانائنزه اشاره کرد.
وی همچنین در تیم ملی فوتبال زیر ۲۳ سال برزیل بازی کرده‌است.